# Arthur Owen
Arthur William Owen (Londra, 23 marzo 1915 – Vilamoura, 27 aprile 2002) è stato un pilota automobilistico britannico.
Proprietario di una bigiotteria, Arthur Owen corse solo occasionalmente e trattò l'automobilismo come una passione. Fece la sua prima esperienza come pilota nel corso di una gara a Bouley Bay negli anni '50. Qualche anno più tardi comprò una Cooper insieme a un amico per tentare di realizzare i record di velocità a Monza e sul Montlhéry.
Nel 1959 fece la sua prima apparizione in una gara non valida per il campionato di Formula 1, ritirandosi dopo tre giri. L'anno dopo prese parte al Gran Premio d'Italia, ma fu nuovamente costretto al ritiro. Quella di Monza rimase la sua ultima apparizione nella competizione.
Decise quindi di dedicarsi alle corse in salita, sfiorando il titolo britannico nel 1961, ma vincendolo l'anno seguente. Corse ancora qualche anno nelle gare per vetture sport, prima di ritirarsi definitivamente nel 1964.
Morì il 27 aprile 2002.

## Risultati in Formula 1
| 1960 | Scuderia       | Vettura    |  |  |  |  |  |  |  |  |     |  |  | Punti | Pos. |
| ---- | -------------- | ---------- |  |  |  |  |  |  |  |  | --- |  |  | ----- | ---- |
| 1960 | Pilota privato | Cooper T45 |  |  |  |  |  |  |  |  | Rit |  |  | 0     |      |

| Legenda | 1º posto     | 2º posto | 3º posto    | A punti         | Senza punti/Non class.  | Grassetto – Pole position Corsivo – Giro più veloce |
| Legenda | Squalificato | Ritirato | Non partito | Non qualificato | Solo prove/Terzo pilota | Grassetto – Pole position Corsivo – Giro più veloce |